# Węzeł (jednostka długości)
Węzeł – dawna jednostka długości równa 48 stóp (14,63 metra).